# Rotaie (film)
Rotaie è un film del 1930 diretto da Mario Camerini.
Girato muto negli stabilimenti della Farnesina nel 1930 (anche se talvolta erroneamente riportato al 1929), è stato poi sonorizzato con il sistema Gaumont-Petersen-Poulsen e distribuito in versione sonora nel marzo del 1931.
Il film di Camerini, insieme a Sole di Alessandro Blasetti, segna l'inizio della "rinascita" del cinema italiano, dopo la crisi culminata nella seconda metà degli anni venti.

## Trama
Due giovani sposatisi contro il parere delle famiglie si rifugiano in un piccolo albergo vicino alla stazione ferroviaria; non hanno neppure i soldi per pagare la stanza e progettano di suicidarsi nella notte. Il vento sollevato dal passaggio di un treno apre la finestra e fa cadere il bicchiere che contiene il veleno che avrebbe dovuto ucciderli; capiscono così che quella non è la strada giusta e fuggono nella notte piovosa cercando riparo proprio nella stazione dove trovano un portafogli pieno di banconote.
Salgono su un treno per Sanremo e cercano la fortuna giocando al casinò. Ben presto restano nuovamente senza denaro, il giovane viene sorpreso mentre cerca di appropriarsi delle fiches di un ricco giocatore che finge di aiutarlo ma che in realtà in cambio vuole passare la notte con la giovane sposina. In principio i due giovani cedono al ricatto ma all'ultimo si sottraggono e, lasciati i soldi ricevuti, salgono su un treno senza conoscerne la destinazione. Nel vagone di terza classe incontrano la generosità degli altri viaggiatori che, nonostante la loro povertà, condividono senza secondi fini il poco cibo con loro. Il ragazzo trova lavoro in fabbrica e la coppia cambierà vita.

## Critica
Enrico Roma su Cinema Illustrazione del 25 marzo 1931: « [...] ecco ancora una chiarissima prova che l'Italia può ormai mettersi in gara con la cinematografia estera e vincere la sua definitiva battaglia. [...] Di Rotaie ammiriamo anzitutto la tecnica, impeccabile sotto ogni riguardo, l'armonia, la fusione e le proporzioni tra le varie parti, l'euritmia del montaggio, la sobrietà dei motivi decorativi e ornamentali, e la perfetta fusione tra argomento e realizzazione, tra interpretazione artistica e tecnica. [...] Camerini ha spiccato il grande salto che lo porterà lontano, purché gli siano dati i mezzi necessari e libertà di movimento. [...]».
Il film è stato ripresentato, restaurato digitalmente, al Festival Internazionale del Film di Roma 2011. La colonna sonora originale, che non fu approvata dal regista e di cui si è perduta traccia, è stata sostituita da musica moderna dal vivo.